# Lux Film
La Lux Film fut l'une des plus importantes maisons cinématographiques italiennes.

## Historique
Fondée à Turin en 1935 par Riccardo Gualino, Lux Film est en fait dirigée à travers un chargé d'affaires, Mario Palombi, et un administrateur délégué, Guido Gatti. En effet, Gualino, interdit d'activité en Italie à la suite de déboires financiers et devenu impopulaire au Parti national fasciste, venait juste de sortir d'un séjour en résidence surveillée. Par le biais d'associés français établis à Paris, Gualino continua toutefois de s'impliquer dans la vie économique italienne et de présider sa holding, la société Rumianca, à travers laquelle il entreprend de développer des activités dans le domaine cinématographique. Le siège de Lux Film est transféré à Rome en 1940 où Valentino Brosio prend le poste d'organisateur général et de directeur des productions.
En 1947, la société est transformée en société anonyme avec un capital de 250 000 000 lires, qui passe à 1,2 milliard de lires en 1952.
Gualino n'acheta jamais de studios pour tourner ses films, il préférait les louer.
En 1998, Lux Film cesse d'exister, et est incorporée à la Cristaldi Film.

## Films produits
La Lux Film a produit plus de 100 films avec pour partenaire sa filiale Lux Compagnie Cinématographique de France, dont :
- Luchino Visconti - Senso
- Gianni Franciolini - Ultimo Incontro
- Valerio Zurlini  - Les Jeunes Filles de San Frediano (Le ragazze di San Frediano)
- Mario Camerini - Molti sogni per le strade

## Films distribués (liste non exhaustive)
- La Tanière des brigands, de Pietro Germi (1952)
- Les Trois Corsaires, de Mario Soldati (1952)
- Melodie immortali, de Giacomo Gentilomo (1953)
- Ultimatum alla vita, de Renato Polselli (1962)

## Sources
- Encyclopédie du Cinéma, Lux Film

- (it) Cet article est partiellement ou en totalité issu de l’article de Wikipédia en italien intitulé « Lux Film » (voir la liste des auteurs).